# Alberto Henschel
Alberto Henschel (13 de junio de 1827 - 30 de junio de 1882) fue un fotógrafo germano-Brasileño, considerado como el más diligente empresario de fotografía en Brasil en el siglo XIX, con oficinas en Pernambuco, Bahía, Río de Janeiro y São Paulo, Henschel fue un hombre muy responsable atendiendo la procedencia de otros fotógrafos profesionales para el país, como su compatriota Karl Ernest Papf -con quien trabajaría más tarde- y su hijo Jorge Henrique Papf -quien sucedería el negocio de su padre.
Henschel supo producir muy bien sus fotos en Río de Janeiro capturando los paisajes y por ser un excelente retratista, razón por la cual recibió el título de fotógrafo de la casa imperial, lo cual le permitía retratar la vida cotidiana de la monarquía durante el Segundo Reinado Brasileño, inclusive fotografiando al emperador Pedro II y a su familia. Eso elevó el valor de sus fotografías, sobre todo el de sus precios.
Pero, sin duda, su principal contribución a la historia de la fotografía de Brasil fue el registro fotógrafico de las diferentes clases sociales en Brasil durante el siglo XIX: retratos, generalmente en el formato Carte-de-visite, procedían de la nobleza, de la clase media y de los negros, fueran libres o esclavos, en un período anterior a la Ley Áurea.

## Antecedentes

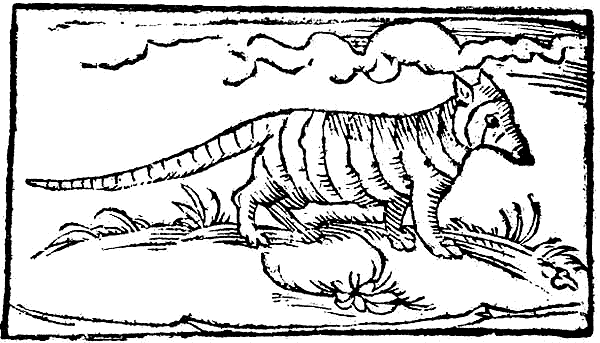
Xilografía de un Dasypodidae, uno de los más exóticos animales visto por Hans Staden en Brasil en 1557.

Justo cuando el primer mapa fue impreso junto con Brasil durante el Renacimiento en la era de Albrecht Dürer, el reciente país descubierto despertó el interés de la población alemana. Uno de los principales factores de atracción que Brasil ejerció a los alemanes fue la creación de emocionantes historias e ilustraciones acerca de los indios, los paisajes exóticos, la riqueza de la fauna silvestre y de las nuevas especies de plantas, relatadas primeramente en obras fantásticas de Hans Staden, seguido por aventureros y científicos como Johann Baptist Emanuel Pohl, autor de Viagem no Interior do Brasil. Empreendida nos Anos de 1817 a 1821 e Publicada por Ordem de Sua Majestade o Imperador da Áustria Francisco Primeiro, que describe su viaje en todo el país, con observaciones entusiastas y elogiosas, acompañadas de exhubeantes ilustraciones. Acerca del Río de Janeiro, Pohl escribió:

Si algún punto del Nuevo Mundo se merece, por su ubicación y sus condiciones naturales, el día se convierte en un gran teatro de acontecimientos, un brote de civilización y cultura, un emporio donde el comercio mundial se desenvuelve, me refiero a Río de Janeiro. Estoy tan feliz bordado con fantasía por el futuro de éste encantador país, que ha desarrollado un presente desenvuelto, por así decirlo, nunca había pasado.
Johann Baptist Emanuel Pohl

Ciertamente esas narraciones e ilustraciones fueron uno de los principales factores de atracción para los fotógrafos alemanes del siglo XIX que se mudaron a Brasil, como Revert Henrique Klumb, Augusto Stahl, Karl Ernest Papf y Alberto Henschel.

## Vida

### En Alemania
No hay registro de la vida personal y profesional de Alberto Henschel en Alemania, ni las razones que lo llevaron a emigrar a Brasil. Se sabe que era hijo único de Helene y Moritz Henschel. Moritz y sus hermanos August, Friedrich y Wilhelm, de origen judaíco, llegaron a Berlín alrededor de 1806, teniendo notabilizadas fotografías y firmas de las obras de los Hermanos Henschel.
Se supone que Alberto Henschel también se reunió con el fotógrafo Francisco Benque en Alemania, con quien tuvo muy buen éxito, aunque efímero y además tuvieron una empresa en Brasil.

### En Brasil

#### 1860

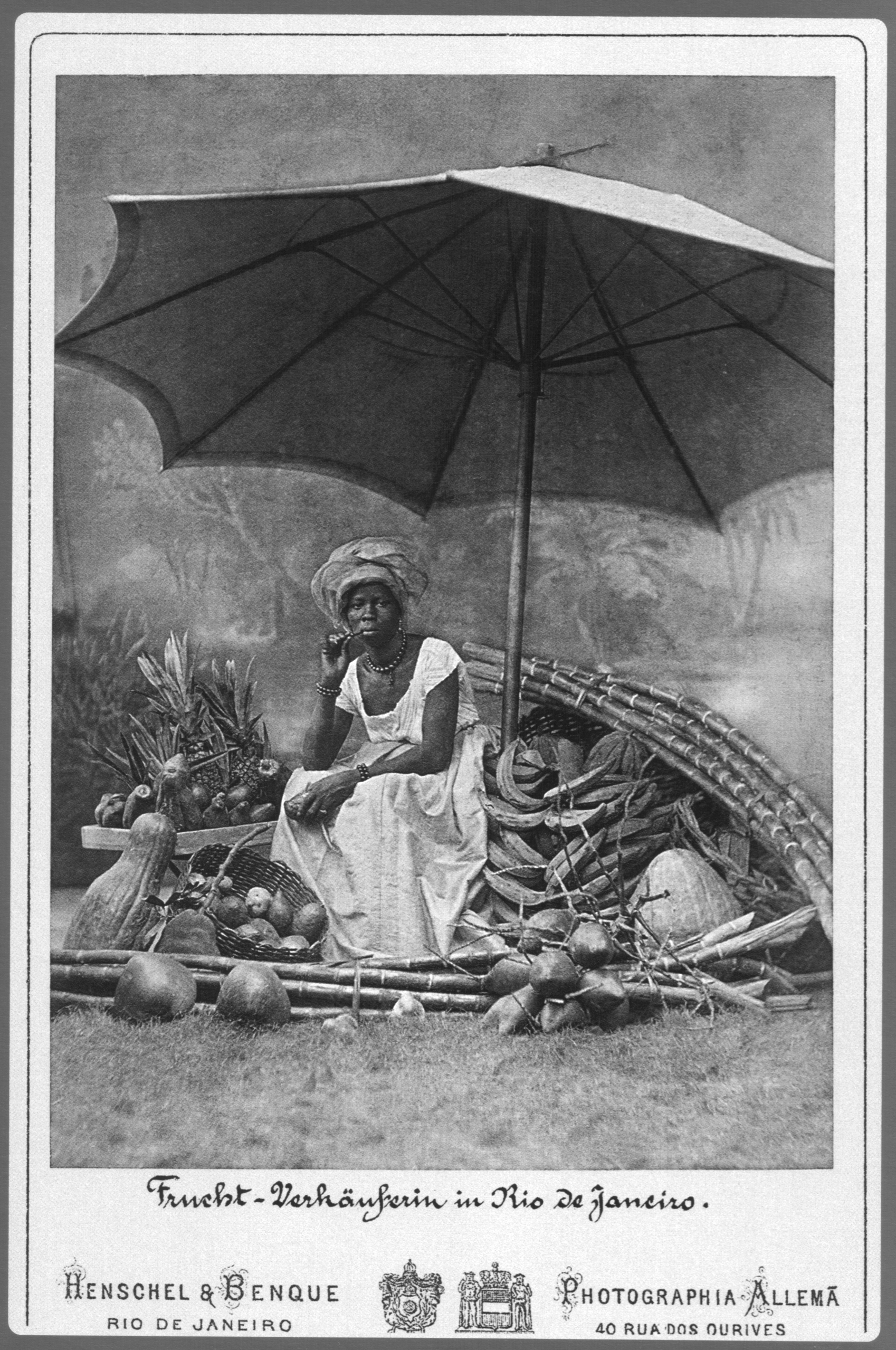
Vendedora negra de frutas, Río de Janeiro (1870).

Henschel desembarcó en Recife en mayo de 1866, junto con el alemán Karl Heinrich Gutzlaff, con quien se unió para crear un estudio fotográfico en la calle del Emperador, número 38. Primeramente denominado Alberto Henschel & Cia, el estudio comenzó a elaborar la fotografía Allem, mudándose a la nueva dirección en las afuera de la Matriz de San Antonio, número 2. Debido a que montó su negocio poco tiempo después de que llegó a Brasil, se supone que Alberto ya era un fotógrafo experimentado y tenía la intención de alistarse en el prometedor negocio de la fotografía en un mercado todavía poco explorado.
En 1867, Henschel se desvinculó de Gutzlaff y regresó a Alemania, donde mejoró su técnica y adquirió nuevos equipos para su estudio de fotografía. Regresó a Brasil en el mismo año, y abrió otro establecimiento con el mismo nombre de la empresa anterior en la ciudad Salvador de Bahía, en la calle da Piedade, número 16.
Abrió tres establecimientos en tan solo tres años, por lo tanto, Henschel fue considerado el más atrevido y sagaz hombre de negocios de la fotografía de Brasil en el siglo XIX.
A fines de 1860, las casas de Henschel en Recife y Salvador comenzaron a producir retratos de personas de origen africano, esclavos y personas libres, con la diferencia de imagen en ellos a voluntad y con dignidad, como individuos y no como objetos.

#### 1870
En 1870, Henschel abrió otra sucursal de su estudio, esta vez en Río de Janeiro, en la calle de los Orfebres (actualmente conocida como calle Miguel Couto, número 40). Fue en Río de Janeiro, capital del imperio, donde comenzó su exitosa asociación con Francisco Benque. Con el nombre de Henschel & Benque, ambos especializados en la producción y comercialización de retratos y paisajes, además de fotoretratos formulados por Karl Ernest Papf. 	
No hay registros que daten cuando fue que la empresa de Benque «quebró», pero es probable que la empresa duró hasta 1880.

La calidad de su trabajo y el éxito que habían hecho durante el corte lhicieron que Henschel fuera otorgado con el título de Fotografía de la Casa Imperial el 7 de septiembre de 1874, junto con Benque. El historiador fotográfico Gilberto Ferrez describe la importancia y calidad de Henschel de la siguiente manera:

Henschel fotografió el Río de Janeiro en todos sus alrededores [...] Hizo paisajes pero tiempo antes exhibió retratos. No existe prácticamente ningún álbum de la familia que contenga los retratos de los abuelos tomadas por Alberto Henschel.
Gilberto Ferrez

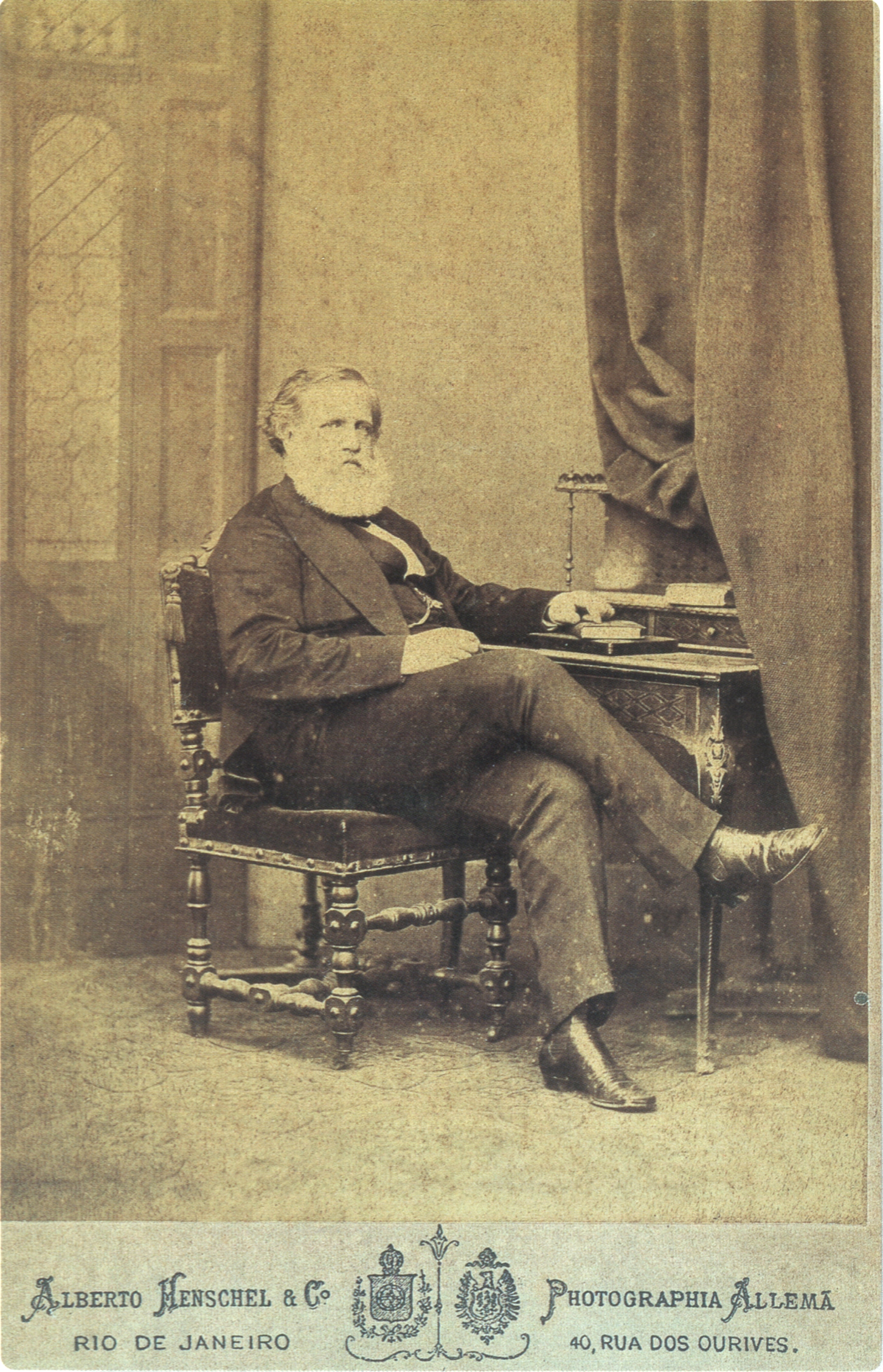
Retrato de Don Pedro II, Río de Janeiro (1875).

Henschel participó en varias exposiciones fotográficas, destacando entre ellas la exposición de la Academia Imperial de Bellas Artes en 1872 y 1875, en la cual recibió una medalla de oro en la primera edición (1872). También participó en la IV Exposición Nacional y en la Exposición Universal de Viena, y en la de Austria, en la cual obtuvo una medalla de mérito.

#### Muerte
El 1 de febrero de 1882, Alberto inauguró un establecimiento más, esta vez en la capital de la provincia de Sao Paulo, con la designación de Fotografía Imperial, porque el nombre Photographia Allemã ya había sido utilizado por el fotógrafo Carlos Hoenen desde 1875. Su llegada a Sao Paulo fue vista con mucha importancia, porque además de celebrar el prestigioso título de Fotógrafo de la Casa Imperial, él venía de la corte. 
Henschel en ese mismo año moriría, apenas, unos meses después de establecerse en Sao Paulo. Sin embargo, sus empresas, bajo el mando de otros empresarios, estratégicamente siguieron utilizando el nombre durante varios años.